# Török-szorosok

Boszporusz
Dardanellák

A Török-szorosok (törökül Türk Boğazları) elnevezést arra a két keskeny északnyugat-törökországi tengerszorosra használják, amelyek az Európa és Ázsia közt hullámzó Márvány-tengert kötik össze nyugaton az Égei-tengerrel (Földközi-tenger), keleten a Fekete-tengerrel. Fontos nemzetközi vízi út részei, amelyet 1936 óta a montreux-i konvenció lefektette szabályok alapján használnak.
- A Boszporusz (törökül Boğaziçi vagy İstanbul Boğazı, „Isztambuli-szoros”) a Márvány-tenger keleti bejárata. Mintegy 30 kilométer hosszú és mindössze 700 méter széles és Isztambul városán halad keresztül. Három függőhíd vezet át rajta, a Július 15. vértanúinak hídja, a Győzedelmes Mehmed szultán híd és a Vitéz Szelim szultán híd, valamint a Marmaray alagúton keresztül is át lehet jutni egyik partjáról a másikra.
- A Dardanellák (törökül Çanakkale Boğazı, „Çanakkale-szoros”) 68 km hosszú és 1,2 km széles. A Márvány-tengert és délnyugaton az Égei-tengert köti össze Çanakkale közelében. A szoros ókori neve Hellészpontosz. Itt volt az első világháborús gallipolii csata.

## A „szoroskérdés”
A szorosok már az ókor óta nagyon fontos stratégiai jelentőséggel bírnak. Az Oszmán Birodalom hanyatlása idején „a szoroskérdés” Európa valamennyi nagyhatalmat foglalkoztatta.
Az 1841. július 13-án elfogadott londoni szoroskonvencióban a nagyhatalmak – az Orosz Birodalom, Nagy-Britannia és Írország Egyesült Királysága, a Második Francia Köztársaság, az Osztrák Császárság és Poroszország – visszaállították az Oszmán Birodalom „ősi ellenőrzését”, hogy lezárhassa a szorosokat minden hadihajó előtt, kivéve a szultán szövetségeseinek hajói háború esetén. Ez a brit flotta előnyére szolgált, mivel „bezárta” a fekete-tengeri orosz flottát.
Ez egyike volt azoknak a nemzetközi szerződéseknek, amelyek a szorosokkal foglalkoztak. Elődje az 1833-as Hünkâr İskelesi-i (Unkiar Skelessi-i), amelyben az Oszmán Birodalom es az Orosz Birodalom hajói kaptak jogot a szorosok használatára háború esetén.
Az első világháború utáni sèvres-i békeszerződés a szorosokat nemzetközi ellenőrzés alá vonta volna, ám a török függetlenségi háborúban a törökök kivívták a szerződés felülvizsgálatát, és a lausanne-i békeszerződés értelmében a szorosok végleg Törökországhoz kerültek.